# Peacock (lied)
Peacock is een nummer van Amerikaanse zangeres Katy Perry. Het nummer is geschreven door Katy Perry, producers- en songwritingteam Stargate en Ester Dean. De twee laatsten waren ook de producers van het nummer.

## Achtergrondinformatie
Peacock wordt beschreven als een dance-pop. De songtekst is een dubbelzinnig lied, wat betekent dat men de songtekst suggestief vindt. Critici zeggen dat het lied verwijst naar het tonen van de menselijke penis, door het woord 'cock' dat in Peacock zit.

## Liveoptredens
Voor veel optredens van "Peacock" droeg Perry meestal een glitterachtige aquamarijn bustier of een kleurrijke stuk kleding vastgemaakt aan haar rug dat lijkt op een pauw (peacock). Perry zong het lied voor het eerst tijdens de MTV World Stage in augustus 2010. Zij zong het lied ook op het Roseland Ballroom en tijdens haar California Dreams Tour.